# 默殺：無聲之地
《默殺：無聲之地》（英語：A Place Called Silence）是一部2022年马来西亚、台湾、新加坡合拍的驚悚犯罪懸疑片，由《誤殺》的導演柯汶利執導、柯汶利、林采葳、陳昱俐聯合編劇，尹馨、黃健瑋、宸頤領銜主演，張世、庹宗華聯合演出，2024年10月18日在台上映。

## 演員
- 黃建瑋 飾演 林在福，惠君父親，牧恩堂的全职同工
- 尹馨 飾演 李涵，小彤母親，靜穆女中的清潔人員
- 張世 飾演 老戴 (戴國棟)，偵辦連續殺人案的警官
- 宸頤 飾演 小彤 (陳語彤)，因無法言語遭受霸凌
- 李沐 飾演 安琪，霸凌集團的主謀
- 紀亮竹 飾演 惠君，林在福女兒，和小彤為好友
- 庹宗華 飾演 杜校長，靜穆女中校長，安琪父親
- 劉引商 飾演 徐媽媽，教會人員
- 馬力歐 飾演 派出所所長
- 羅光旭 飾演 方觉众，牧恩堂牧师
- 鍾采軒 飾演 鍾曉晴，霸凌少女之一
- 高英軒 飾演 楊傳道，教會牧师
- 施名帥 飾演 吳望，偷拍男
- 陳珮騏 飾演 鍾曉晴母親
- 張少懷 飾演 小文，派出所員警
- 謝盈萱 飾演 派出所女警官
- 吳慷仁 飾演 陳明章，李涵的丈夫，小彤的父親
- 畢志綱 飾演 輝哥，教會人員
- 丁梅卿 飾演 謝姐，教會人員
- 宋孟璇 飾演 張老師
- 廖姿晴 飾演 高靜書，霸凌少女之一
- 郭瑀芹 飾演 黃雯凌，霸凌少女之一
- 陳萬號 飾演 劉師傅
- 夏大寶 飾演 大山，派出所員警
- Abby 飾演 幼年的小彤
- 廖欽亮 飾演 警衛

## 製作
本片為新加坡、馬來西亞、台灣合拍作品，由柯汶利於2017年時拍攝，後續經過相關版權處理加上些許補拍，終於在2022年釜山影展入圍競賽單元進行國際首映。導演柯汶利表達拍攝本片初衷：「是因現今社會發達、都市大樓林立，人心卻隨之疏遠，進而釀成「沉默殺人」的悲劇。期許《默殺：無聲之地》可以為社會帶來正面影響，並且走得長遠！」

## 電影音樂
| 曲序 | 曲目                 | 作詞           | 作曲           | 編曲           | 製作人                     | 演唱   | 備註 | 時長 |
| ---- | -------------------- | -------------- | -------------- | -------------- | -------------------------- | ------ | ---- | ---- |
| 1.   | 可你聽見了（主題曲） | 杜冰兒、杜飛兒 | 杜冰兒、杜飛兒 | 杜冰兒、杜飛兒 | 杜冰兒、杜飛兒、yuyunhsieh | DOUDOU |      | 7:41 |

## 發行
2022年10月6日於釜山國際電影節首映，2023年6月11日在上海國際電影節展映，2023年6月24日於台北電影節在台首映，同時入圍台北電影獎國際新導演競賽最佳影片，並拿下台北電影獎觀眾票選獎肯定。原先預計於同年2023年底院線上映，因主演黃健瑋捲入MeToo風波，該片決定換角重拍，於2024年7月3日於中國大陸上映全新卡司版本《默殺》，由王傳君、張鈞甯、吳鎮宇領銜主演。
2024年9月20日官方粉專宣布原版《默殺》將於2024年10月18日在台上映，並加上了副標題，更名為《默殺：無聲之地》。

## 獎項榮譽
| 年份   | 頒獎禮               | 獎項                      | 入圍者          | 結果 | 參考  |
| ------ | -------------------- | ------------------------- | --------------- | ---- | ----- |
| 2022年 | 第27屆釜山國際電影節 | 新浪潮獎 最佳影片         | 柯汶利          | 提名 | [ 8 ] |
| 2023年 | 第25屆上海國際電影節 | 華語新風單元              | 默殺：無聲之地  | 展映 | [ 9 ] |
| 2023年 | 第25屆台北電影獎     | 最佳女配角                | 宸頤            | 提名 |       |
| 2023年 | 第25屆台北電影獎     | 最佳視覺效果              | 林哲民          | 提名 |       |
| 2023年 | 第25屆台北電影獎     | 最佳聲音設計              | 杜篤之          | 提名 |       |
| 2023年 | 第25屆台北電影獎     | 最佳造型設計              | 王佳惠 / 羅宛怡 | 提名 |       |
| 2023年 | 第25屆台北電影獎     | 國際新導演競賽 最佳影片   | 柯汶利          | 提名 |       |
| 2023年 | 第25屆台北電影獎     | 國際新導演競賽 觀眾票選獎 | 默殺：無聲之地  | 獲獎 |       |

## 外部連結
- 默殺：無聲之地的Facebook專頁
- 豆瓣电影上《默殺：無聲之地》的資料 （简体中文）
- 互联网电影数据库（IMDb）上《默殺：無聲之地》的资料（英文）
- 台灣電影網上《默殺：無聲之地》的資料（繁體中文）